# گودو دو کاوالیرو
گودو دو کاوالیرو (به لاتین: Gudo de Cavaleiro) یک کوه در دماغه سبز است که در central Santo Antão, Cape Verde واقع شده‌است. گودو دو کاوالیرو ۱٬۸۱۰ متر بالاتر از سطح دریا واقع شده‌است.